# Cochigró
Cochigró ist ein Corregimiento des Bezirks Changuinola in der Provinz Bocas del Toro in Panama. Bei der Volkszählung im Jahr 2023 hatte es 2085 Einwohner. Das Corregimiento erstreckt sich über eine Fläche von 205,1 km².
Das Corregimiento wurde durch Gesetz Nr. 18 vom 26. Februar 2009 geschaffen.

## Bevölkerung
Die folgende Tabelle zeigt die Bevölkerung des Corregimientos Cochigró, wie es in den Volkszählungen 2010 und 2023 erfasst wurde.
| Jahr         | 2010 | 2023 |
| ------------ | ---- | ---- |
| Einwohner    | 1812 | 2085 |
| davon Männer | 953  | 1101 |
| davon Frauen | 859  | 984  |

## Orte
Im Corregimiento Cochigró befinden sich folgende Orte:
- Alto de Sori
- Alto Pedregal
- Betania
- Boca Chica
- Boquisco
- Buena Selva
- Buena Vista
- Campamento Bracha
- Cochigró
- Corriente Grande
- El Bajo de La Esperanza
- El Guabo o Quebrada Guabo
- Gavilán
- Isla Venado
- La Mina
- Marco o Cable Guía
- Quebrada Carbón No.2
- Quebrada de León
- Quebrada Puerco
- Santa Rosa
- Sursuba
- Tucán